# جامعة الحصن

شعار جامعة الحصن.

جامعة الحصن تقع بمدينة أبوظبي عاصمة الإمارات العربية المتحدة. ويتطلب الحصول على درجة البكالوريوس من جامعة الحصن إتمام برامج دراسية تمتد لأربع سنوات ويتم تدريسها باللغة الإنجليزية بإستثناء المواد ذات الاختصاصات العربية. تم إيقاف قبول طلبة جدد في عام 2017، قبل إغلاق الجامعة نهائيا. 

## تاريخ الإنشاء
أسس جامعة الحصن مستثمري شركة أبوظبي القابضة، وبقرار من وزارة التعليم العالي والبحث العلمي بالإمارات تم منح جامعة الحصن الترخيص الرسمي كمؤسسة وطنية للتعليم العالي في تاريخ 19/10/2003.
في أغسطس 2005، اعتمدت وزارة التعليم العالي والبحث العلمي أول دفعة من البرامج الأكاديمية، والتي ضمّت درجات البكالوريوس في الهندسة الصناعية، وهندسة البرمجيات، وإدارة الأعمال، ونظم المعلومات الإدارية. ثم تلاها بفترة وجيزة درجات البكالوريوس في التخطيط الحضري، والتربية بمساريها اللغة الإنجليزية واللغة العربية، والتربية الإسلامية، بالإضافة إلى برنامج الماجستير في إدارة الأعمال.

## أقسام الجامعة
يندرج تحت جامعة الحصن ثلاث كليات، هم:
- كلية إدارة الأعمال.
- وكلية الآداب والعلوم الاجتماعية.
- وكلية الهندسة والعلوم التطبيقية.

### كلية إدارة الأعمال

#### أقسام كلية إدارة الأعمال(بالإنجليزية:Faculty of Business)‏
1. قسم نظم المعلومات الإدارية Management Information Systems Department.
2. قسم المحاسبة والمالية Accounting and Finance Department.
3. قسم إدارة الأعمال Business Administration Department.

### كلية الآداب والعلوم الاجتماعية

#### أقسام كلية الآداب والعلوم الاجتماعية(بالإنجليزية:Faculty of Arts and Social Sciences)‏.
1. قسم التعليم Education Department.
2. قسم اللغة الإنجليزية English Department.
3. قسم العلوم الاجتماعية Social Sciences Department.

### كلية الهندسة والعلوم التطبيقية
في عام 2005، ومع إنشاء جامعة الحصن، كانت كلية الهندسة والعلوم التطبيقية واحدة من اثنتين، من الوحدات الأساسية للمؤسسة.

#### أقسام كلية الهندسة والعلوم التطبيقية(بالإنجليزية:Faculty of Engineering and Applied Sciences)‏.
1. قسم الهندسة المعمارية Department of Architectural Engineering.
2. قسم الهندسة المدنية Department of Civil Engineering.
3. قسم الهندسة الصناعية Department of Industrial Engineering.
4. قسم هندسة البرمجيات Department of Software Engineering.
5. قسم التصميم الداخلي Department of Interior Design.
6. قسم التخطيط العمراني Department of Urban Planning.
7. قسم الرياضيات والعلوم الطبيعية Department of Mathematics and Natural Sciences.